# Paasberg (Overijssel)
De Paasberg (ook: Paaschberg, Nedersaksisch: Poaskbarg) is een heuvel van 80 meter (andere bronnen vermelden 79,8 meter) in de Twentse gemeente Losser en een van de hoogste punten van de provincie Overijssel.
De Paasberg behoort tot het noordelijk deel van het stuwwalcomplex Enschede-Oldenzaal, waartoe ook de 85 meter hoge Tankenberg behoort. Dit stuwwalcomplex is ontstaan tijdens het Saalien. Het landijs heeft hier de toen bevroren ondergrond, bestaande uit Tertiaire mariene sedimenten en Pleistocene afzettingen, zijdelings weggedrukt en als grote schubben dakpansgewijs op elkaar gestapeld. De Pleistocene afzettingen zijn voor een groot deel door erosie verdwenen, waardoor het Tertiaire materiaal tegenwoordig aan of nabij het oppervlak voorkomt. Het gehele stuwwallencomplex van Oldenzaal bevat bijzondere elementen, zoals Tertiaire afzettingen en periglaciale dalen, waardoor het geologisch en geomorfologisch van grote waarde is.
Aan de Paasberg ontspringen verschillende beken zoals de Roelinksbeek.

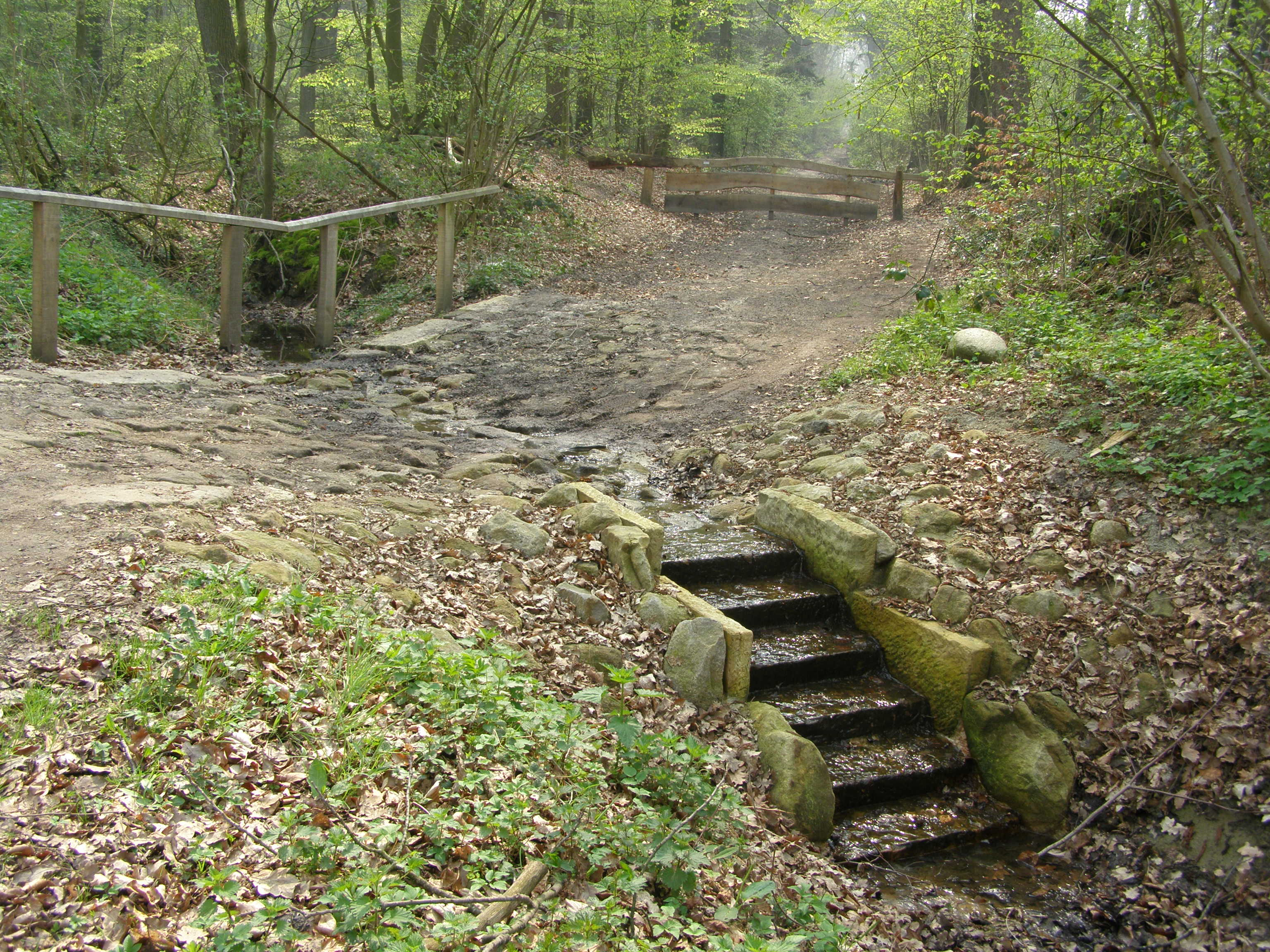
Bospad met voorde op de Paasberg
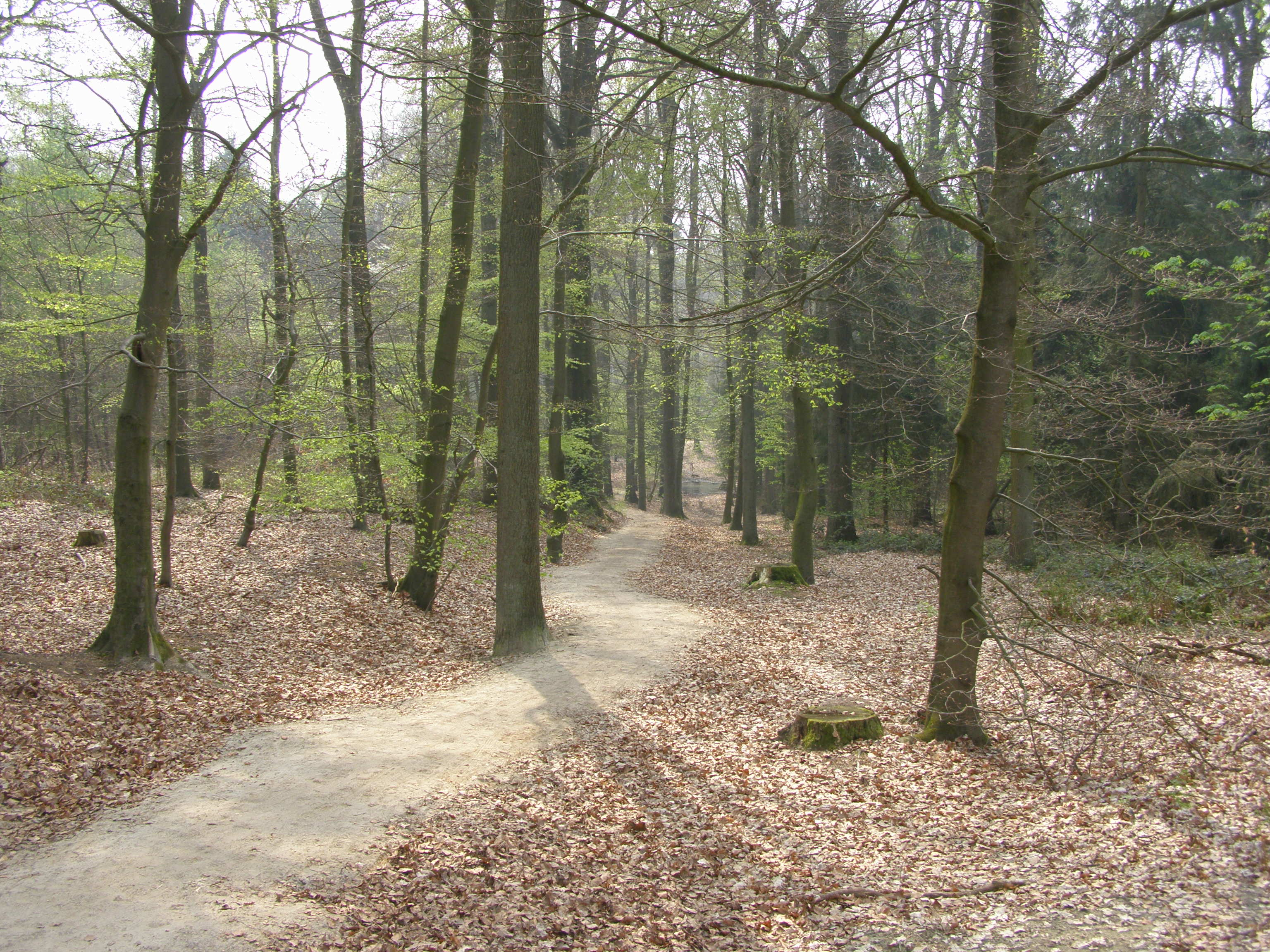
Bospad op de Paasberg